# UTC−6
UTC−6 se kao vremenska zona koristi:

## Kao standardno vreme (cele godine)
- Centralna Amerika
  -  Belize
  -  Kostarika
  -  Salvador
  -  Gvatemala
  -  Honduras
  -  Nikaragva

- Severna Amerika
  -  Kanada
    -  Saskačevan (osim Lojdminstera i okoline)

Zavisne teritorije:
- Južna Amerika
  -  Uskršnje ostrvo (Čile)
  - Ostrva Galapagos (Ekvador)

## Kao standardno vreme samo zimi (severna hemisfera)
CST — Central Standard Time:
- Kanada
  -  Manitoba
  -  Nunavut (centralni deo)
  -  Ontario (zapadni deo)

- Sjedinjene Države
  -  Alabama
  -  Arkansas
  -  Ilinois
  -  Ajova
  -  Luizijana
  -  Minesota
  -  Misisipi
  -  Misuri
  -  Viskonsin
  - najveći deo država  Kanzas ,  Nebraska,  Severna Dakota,  Oklahoma,  Južna Dakota ,  Tenesi,  Teksas
  - zapadni delovi država  Florida,  Indijana,  Kentaki,  Mičigen

- Meksiko
  - Centralni i istočni delovi države

## Kao letnje ukazno vreme (leto na severnoj hemisferi)
MDT — Mountain Daylight Time:
- Kanada
  -  Alberta
  -  Britanska Kolumbija (jugoistočni deo)
  -  Severozapadne teritorije (najveći deo)
  -  Nunavut (zapadni deo)
  -  Saskačevan
    - grad Lojdminster i okolina

- Sjedinjene Države
  -  Kolorado
  -  Montana,
  -  Novi Meksiko,
  -  Juta
  -  Vajoming
  - najveći deo države  Ajdaho
  - zapadni delovi država  Kanzas,  Nebraska,  Oklahoma,  Južna Dakota ,  Teksas
  - jugozapadni delovi države  Severna Dakota
  - manje oblasti na istoku država  Oregon,  Nevada

- Meksiko
  - Južna Donja Kalifornija,
  - Čivava (prihvatila UTC−7 godine 1998),
  - Najarit (najveći deo države)
  - Sinaloa